# Andreas Brecke
Andreas Bang Brecke (Fredrikstad, Østfold, 14 de setembre de 1879 - Oslo, 13 de juny de 1952) va ser un regatista noruec que va competir a començaments del segle xx.
El 1912 va prendre part en els Jocs Olímpics d'Estocolm, on va guanyar la medalla d'or en la categoria de 8 metres del programa de vela. Brecke navegà a bord del Taifun juntament amb Thomas Aas, Torleiv Corneliussen, Thoralf Glad i Christian Jebe.
Vuit anys més tard, un cop acabada la Primera Guerra Mundial, va prendre part en els Jocs d'Anvers, on va guanyar una nova medalla d'or en la categoria de 6 metres (1919 rating) del programa de vela. En aquesta ocasió navegà al costat de Paal Kaasen i Ingolf Rød a bord de la Jo.